# يوهان غوتليب ليندنر
يوهان غوتليب ليندنر (بالألمانية: Johann Gottlieb Lindner)‏ هو مؤرخ ومؤلف وكاتب ألماني، ولد في 17 مارس 1726 في Bärenstein ‏ في ألمانيا، وتوفي في 18 ديسمبر 1811 في آرنشتات في ألمانيا.